# Пак, Василий
Василий Пак, неофициальное русское отчество — Александрович (30 декабря 1916 года, село Заречье, Никольск-Уссурийский уезд, Владивостокский округ, Приморская область, Российская империя — 16 мая 1986 года, Ташкент, Узбекская ССР) — бригадир колхоза имени Свердлова Верхне-Чирчикского района Ташкентской области, Узбекская ССР. Герой Социалистического Труда (1951).

## Биография
Родился в 1916 году в крестьянской семье в селе Заречье Никольск-Уссурийского уезда.
В 1932 году окончил семилетку в родной деревне. Позднее проживал в деревне Николаевка Будённовского района. В 1937 году депортирован на спецпоселение в Ташкентскую область, Узбекская ССР. С 1937 года — рядовой колхозник, звеньевой полеводческого звена, водитель в колхозе имени Свердлова Верхне-Чирчикского района.
В 1950 году звено Василия Пака собрало в среднем по 134,8 центнеров зеленцового стебля кенафа с каждого гектара на участке площадью 34 гектара. Указом Президиума Верховного Совета СССР от 22 мая 1951 года удостоен звания Героя Социалистического Труда с вручением ордена Ленина и золотой медали «Серп и Молот».
В 1953 году за выдающиеся трудовые достижения награждён вторым Орденом Ленина.
С 1965 года проживал в Цимлянском районе Ростовской области, где трудился в зерносовхозе «Добровольский». В последующие годы трудился в различных сельскохозяйственных предприятиях: рабочий в винсовхозе «Большовский» Цимлянского района (1967—1969), агроном в рисоводческом совхозе «Восход» Калмыцкой АССР (1970—1971), рабочий в зерносовхозе «Потаповский» Цимлянского района (1971), рядовой колхозник в колхозе «Кавказ» Тбилисского района Краснодарского края (1972), рабочий в совхозах Краснодара «Солнечный» (1973—1974) и «Пашковский» (1975). С 1976 года — бригадир полеводческой бригады в совхозе «Солнечный» Краснодара.
В конце 1970-х годов проживал в Волгодонске. Позднее проживал в Ташкенте. Персональный пенсионер союзного значения.
Скончался в мае 1986 года. Похоронен на кладбище бывшего колхоза «Политотдел» (сегодня — Юкарычирчикский район Ташкентской области).
Награды
- Герой Социалистического Труда
- Орден Ленина — дважды (1951, 1953)
- Медаль «За доблестный труд в Великой Отечественной войне 1941—1945 гг.»